# 分類械闘
分類械闘（ぶんるいかいとう、繁: 分類械鬥）は、18世紀中期から19世紀末にかけて清代の台湾で発生した族群間の武力衝突。

## 械闘形成の原因
分類械闘の原因は複雑であり、下記に主な原因を掲げる。
- 乾隆後期に大量の移民が台湾に押し寄せ、初期入植者と後に入ってきた入植者の間で田地の分配、灌漑水利権、寺廟建築などの土地の利用を巡る衝突。
- 清朝官衙の統治能力が不足しており、住民間の衝突を未然に防止できなかった。
- 清朝地方官は分類械闘により住民勢力の衰退を期待し、反清活動を防止する観点で放置した。
- 同郷移民が集団を形成し、他地方からの移民と利益が衝突した際に集団で対応する傾向があった。
- 宗教上の対立。
- 羅漢脚（中国語版）の存在。

## 械闘種類
台湾の分類械闘は
- 漳泉械闘（中国語版）（福建省の泉州出身者と漳州出身者の衝突）
- 閩粤械闘（中国語版）（福建省出身の閩南人（ホーロー人）と広東省出身の客家人との衝突）
- 県里械闘
- 異姓械闘
- 同姓宗族械闘
- 頂下郊拚（中国語版）（商業械闘[1]）、職業集団械闘

などに区分することができる。

## 大規模な械闘事件発生地点と年代

### 18世紀
- 1751年:閩粤械闘

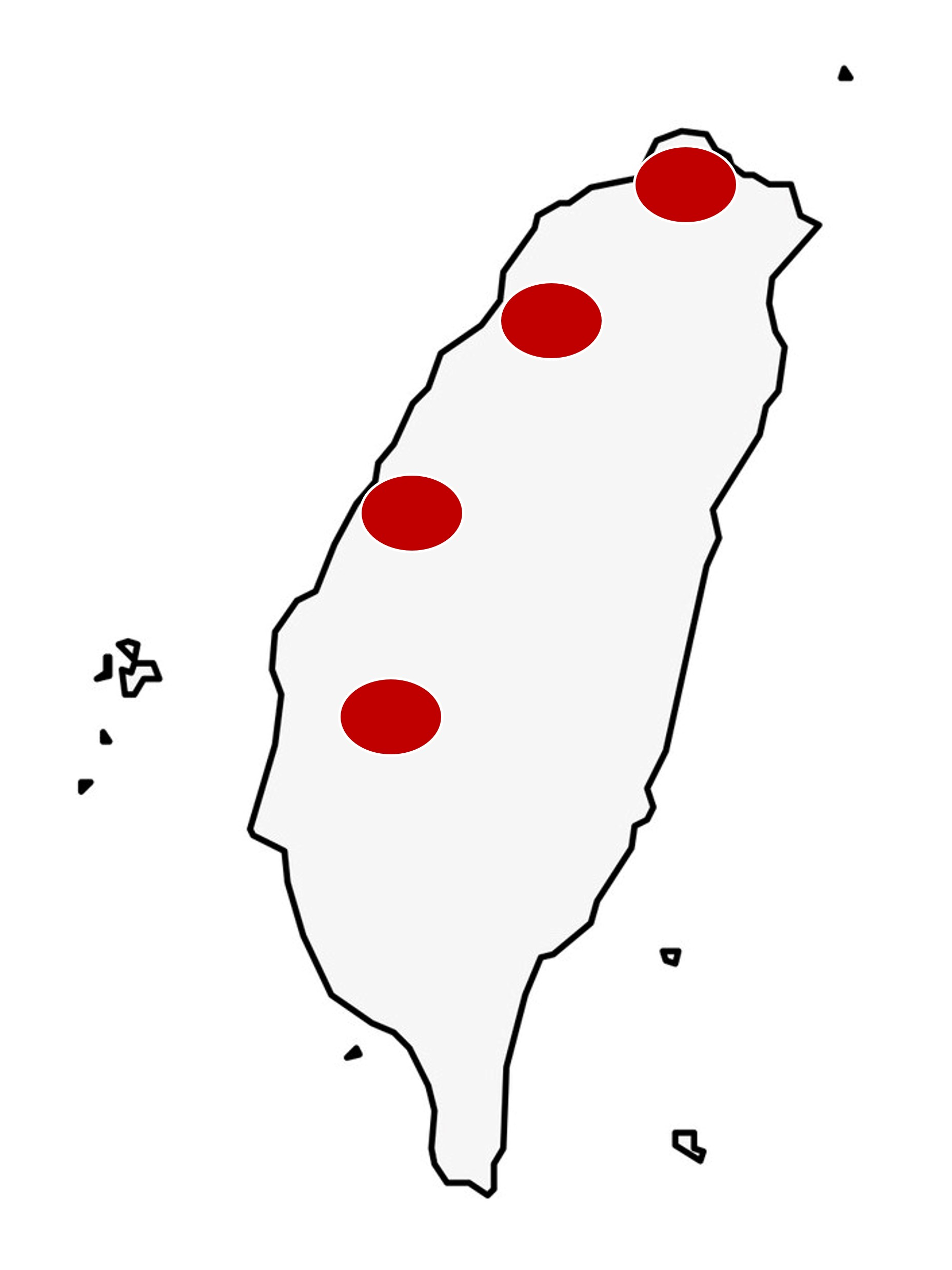
分類械闘が頻発した地区

  - 台湾に於ける初めての大規模械闘、zh:朱一貴起義後に閩粤間での支持対象の不一致が遠因である。
  - 台湾知府覚羅四明は1757年に着任すると械闘を厳重に取り締まった
- 1769年:閩粤岡山汛(岡山)械闘
  - 閩人である黄教による叛乱
  - 清朝は粤系住民を用いて乱を平定したが、この際粤系住民は閩系住民の村落を襲撃した。
- 1769年:彰化漳泉械闘
- 1777年:閩粤械闘
  - 閩粤両族が樹林を巡って闘争。粤系住民が敗れ竹塹へ移住。
- 1782年:彰化嘉義漳泉械闘
- 1783年:台北zh:黄泥塘械闘
- 1783年:台北嘉義彰化漳泉械闘
  - 福建よりzh:黄仕簡が来台し乱を平定
- 1786年:楊氏宗族械闘
- 1786年:漳泉械闘
- 1789年:黄氏異姓械闘（黄霞事件）
- 1791年:徐氏異姓械闘
- 1791年:沈氏異姓嘉義械闘
- 1791年:黄氏同姓宗族械闘
- 1791年:彰化漳泉械闘
- 1796年:林氏異姓械闘

### 19世紀
- 1806年:漳泉新竹械闘
- 1806年:漳泉分類械闘
- 1806年:轎夫職業鹿港械闘
  - 職業集団による械闘
- 1809年:漳泉台北械闘
- 1826年:漳粤彰化嘉義械闘
  - 員林の客家人が桃園埔心へ移住する。
- 1826年:粤人呉氏宜蘭械闘
- 1830年:zh:搬運工宜蘭械闘
  - 職業集団による械闘
- 1834年:閩粤台北新竹械闘
- 1840年:新荘閩粤械闘
  - 促使客家人移居桃竹苗
- 1846年:漳泉械闘
- 1847年:大甲械闘
- 1850年:漳泉台北械闘
- 1853年:漳泉台北新竹宜蘭械闘
- 1853年:台北閩粤械闘
- 1853年:漳、同安両籍台北械闘
  - 頂下郊拼
- 1854年:中壢閩粤械闘
- 1859年:漳泉台北桃園械闘
  - 漳人の八芝蘭（士林）が壊滅的な被害を受ける。
  - 住民はzh:芝山岩へ避難し八芝蘭を再建した。
- 1862年:蘇黄異姓台北械闘
  - 北門外の大稲埕
- 1865年:彰泉嘉義械闘。
- 1876年:粤人異姓苗栗械闘
- 1882年:閩人陳呉異姓台南械闘
- 1883年:閩人林姓同姓異族鳳山械闘
- 1883年:閩粤鳳山械闘
- 1885年:閩人黄氏同姓異族嘉義械闘
- 1888年:閩人異姓嘉義械闘